# منشأة إطلاق الصواريخ

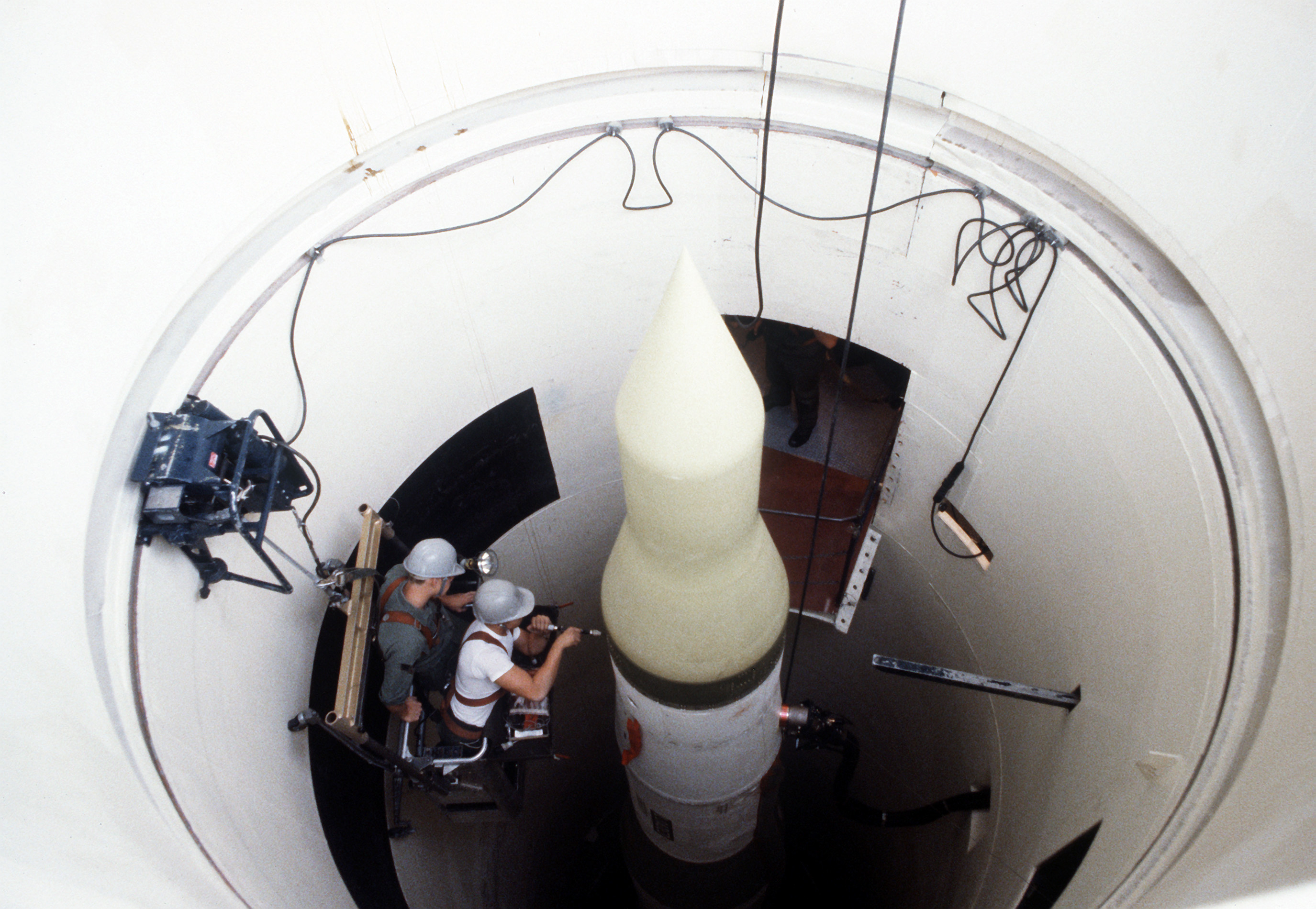

منشأة إطلاق الصواريخ، المعروفة أيضًا باسم صومعة الصواريخ تحت الأرض، أو منشأة الصواريخ أو صومعة نووية، هي بنية اسطوانية عمودية مُشيدة تحت الأرض لتخزين وإطلاق الصواريخ الباليستية العابرة للقارات. عادةً ما تكون الهياكل الحاملة للصواريخ تحت الأرض بمسافة معينة، يحميها «باب انفجاري» كبير من الأعلى. عادةً ما تتصل فيزيائيًا أو إلكترونيًا بمركز للتحكم بإطلاق الصواريخ.

## تاريخ

### لا كوبول
تعتبر منشأة لا كوبول أقدم شكلٍ معروف لصوامع الصواريخ تحت الأرضية الحديثة التي لا تزال موجودة. بنتها قوات ألمانيا النازية في شمال فرنسا بين عامي 1943 و1944 لتكون قاعدة إطلاق لصواريخ فاو-2. صُممت المنشأة مع قبة خرسانية هائلة لتخزين عدد كبير من صواريخ فاو-2، والرؤوس الحربية والوقود، وكان من المفترض إطلاق الصواريخ على نطاق صناعي. كانت تُعبأ عشرات الصواريخ بالوقود، وتجهّز وتُركّب خارج الغلاف الخرساني للمنشأة، وتطلق من من إحدى منصتي الإطلاق الخارجيتين بتسلسل سريع موجّهة إلى كل من لندن وجنوب إنجلترا. بُنيت منشأة مماثلة الغرض لكنها أقل تطورّا، تُدعى «بلخاس ديبيرليكيز»، على بعد نحو 14.4 كيلومتر (8.9 ميل) شمال غرب لا كوبول، وقريبة من أهدافها في جنوب شرق إنجلترا.
عقب القصف الشديد المتكرر من قبل الحلفاء خلال عملية كروسبو (عملية القوس والنشاب)، لم يتمكن الألمان من إكمال أعمال البناء ولم تدخل المنشأة حيز الخدمة. أجرت المملكة المتحدة تحقيقات ما بعد الحرب، التي أفضت إلى كونها «موقع لتجميع قذائف مُجهّزة بشكل رأسي».

### الولايات المتحدة
تبنت الولايات المتحدة الفكرة الألمانية حول إنشاء صومعة صواريخ تحت الأرض وطورتها إلى منشأة إطلاق لصواريخيها الباليستية العابرة للقارات. تركزت معظم المنشآت في كل من كولورادو، ونبراسكا، وداكوتا الشمالية، وداكوتا الجنوبية، وميسوي، ومونتانا، وايومنغ وولايات غربية أخرى. كانت هناك ثلاثة أسباب وراء ذلك التوضّع: تقليص مسار الطيران بين الولايات المتحدة والاتحاد السوفييتي، وذلك لأن الصواريخ سوف تسافر شمالًا فوق كندا والقطب الشمالي؛ زيادة مسار رحلة الصواريخ الباليستية التي تُطلق من الغواصات على إحدى الساحلين، الأمر الذي يمنح المنشآت مزيدًا من الوقت للتحذير في حالة اندلاع حرب نووية؛ وتحديد الأهداف الواضحة بعيدًا قدر الإمكان عن المجمعات السكانية الرئيسية. امتلكوا العديد من الأنظمة الدفاعية لمنع المتسللين من الدخول، وأنظمة دفاع أخرى لتلافي الدمار (انظر برنامج الحماية). إضافة إلى الأسباب الثلاثة المذكورة سابقًا بخصوص التوضّع، أخذت القوات الجوية الأمريكية متطلبات أخرى حول الموقع بعين الاعتبار، مثل جعل المواقع قريبة من كثافة سكانية بنحو 50 ألف نسمة للحصول على دعم المجتمع إضافةً إلى التأكد من كون مواقع الإطلاق بعيدة عن بعضها بما فيه الكفاية بحيث لا يمكن لتفجير بقوة 10 ميغا طن قرب المواقع الاستراتيجية أن يؤدي إلى تدمير منشآت إطلاق أخرى في المنطقة. «أنشأ الجيش الأمريكي في عام 1960 مكتب فيلق المهندسين لبناء الصواريخ الباليستية، وهو هيئة مستقلة تحت إشراف كبير المهندسين، لمراقبة البناء». تمكنت هذه المنظمة المنشأة حديثا من إنتاج منشآت إطلاق صواريخ من طراز مينتمان بمعدل سريع للغاية قدره نحو 1.8 في اليوم الواحد في الفترة بين عامي 1961 و1966 إذ تمكنوا من بناء ما مجموعه 1000 منشأة إطلاق لصواريخ مينتمان.

#### صواريخ أطلس
استخدمت صواريخ أطلس أربعة أساليب مختلفة للتخزين والإطلاق.
- كان الإصدار الأول رأسيًا مع قواعد إطلاق فوق الأرض، في قاعدة فاندنبرغ الجوية على الساحل الأوسط في كاليفورنيا.
- خُزن الإصدار الثاني أفقيًا في هيكل شبيه بالكوخ مع سقف قابل للسحب، ليُرفع بعدها رأسيًا قبل إطلاقه، في قاعدة فرانسيس إي وارين الجوية في وايومنغ.
- خُزن الإصدار الثالث أفقيًا، ولكن تحت حماية أفضل ضمن مبنىً خرسانيّ عُرف باسم «التابوت»، ليُرفع رأسيًا قبل إطلاقه بوقتٍ قصير. كانت تلك التصاميم غير المحمية نتيجة لاستخدام الوقود السائل المبرّد، والذي تطلب تخزين الصواريخ دون تعبئتها بالوقود، ومن ثم تزويدها به قُبيل إطلاقها.
- خُزن الإصدار الرابع رأسيًا في منشآت تحت الأرض، لصواريخ أطلس إف الباليستية العابرة للقارات. كانت الصواريخ تُزوّد بالوقود ضمن المنشأة، ونظرًا لعدم إمكانية إطلاقها من داخل الصومعة، كانت تُرفع للسطح من أجل إطلاقها. استخدمت الصواريخ من طراز تايتان 1 صوامع شبيهة بالإصدار الرابع.

### الاتحاد السوفييتي
امتلك الاتحاد السوفييتي السابق صوامع صواريخ في روسيا ودول سوفيتية متاخمة خلال فترة الحرب الباردة مثل قاعدة بلوكشتيني الصاروخية في ليتوانيا. اكتمل بناء المركز الرئيسي للإنذار بالهجوم الصاروخي الواقع بالقرب من سولنتشنوغورسك خارج موسكو من قبل الاتحاد السوفييتي في العام 1971، ولا يزال قيد الاستخدام من قبل الاتحاد الروسي.

## صوامع الإطلاق السريع تحت الأرضية
تغيرت الصوامع تحت الأرضية في ستينيات القرن الماضي مع طرح السوفييت لسلسلة صواريخ يو آر 100 والولايات المتحدة لـ تايتان 2. استخدمت كلا السلسلتين الصاروخيتين تقنية الوقود ذاتي الاشتعال، والذي يمكن تخزينه داخل الصواريخ، سامحًا بالإطلاق السريع لها. نقلت كلا الدولتين أنظمة الصواريخ التي تستخدم الوقود السائل إلى صوامع تحت الأرض. جعل طرح أنظمة الوقود الصلب في أواخر الستينيات عملية تحريك وإطلاق الصوامع أكثر سهولة.
بقيت صوامع الصواريخ تحت الأرضية النظام الرئيسي لإسناد الصواريخ ومنشأة الإطلاق للصواريخ الأرضية منذ الستينات. إن زيادة دقة أنظمة التوجيه بالقصور الذاتي جعلتها نوعًا ما أكثر عرضة للخطر مما كانت عليه في الستينيات. أنفقت الولايات المتحدة مبالغ وجهودًا ضخمة في السبعينيات والثمانينيات بحثًا في بديل، إلا أن أيًا من تصميمات الأنظمة الجديدة والمعقدة لم تُنتَج. بنت الولايات المتحدة عديدًا من صوامع الصواريخ في الغرب الأوسط، بعيدًا عن المناطق المأهولة. بُني عديد منها في كل من كولورادو ونبراسكا وداكوتا الجنوبية وداكوتا الشمالية. لا تزال تُستخدم حتى اليوم، على الرغم من إخراج عديدٍ من الخدمة وإزالة المواد الخطرة منها. اليوم هي مواقع ومنازل مشهورة من أجل الاستكشاف الحضري.

## في يومنا هذا
- تملك الصين أسلحة بقواعد صومعية، إلى أنها تركز على توسيع صناعتها للغواصات والأسلحة المتنقلة، خصوصًا من أجل شبكات الأنفاق.[5]
- تمتلك إيران أسلحة بقواعد صومعية، إذ بنت نظامًا من صوامع الصواريخ تحت الأرضية لحماية الصواريخ من اكتشافها، ومنشآت إطلاق (فوق الأرض) لحمايتها من التدمير الجوي.
- تمتلك روسيا أسلحة بقواعد صومعية، إلا أنها خفّضت حجم ترسانتها إلى حفنة من الأسلحة المتنقلة وذات قواعد صومعية، مع مزيدٍ من غواصات إطلاق الصواريخ البالستية من طراز دلتا 4. تتحكم قوات الصواريخ الاستراتيجية الروسية بالصواريخ الباليستية الروسية البرية العابرة للقارات.
- تملك الولايات المتحدة عديدًا من الرؤوس الحربية ذات قاعدة صومعية ضمن الخدمة، إلا أنها خفضت عددها إلى نحو 1800 ونقلت معظم صواريخها إلى غواصات نووية وتركز اليوم على أسلحة تقليدية أكثر تطوّرًا.

### صوامع الصواريخ خارج الخدمة
دفعت الزيادة في صوامع الصواريخ خارج الخدمة إلى بيعها من قبل الحكومات إلى أفرادٍ بشكلٍ شخصي. يحولها بعض المشترين إلى منازل مبتكرة، أو غُرف تحصين، أو لأهداف أخرى.
أُدين في عام 2000 كلُ من وليام ليونارد بيكارد وشريكٍ له في أكبر قضيةٍ لتصنيع عقار إل إس دي (ثنائي إيثيل أميد حمض الليسرجيك) في التاريخ، ضمن مؤامرة لإنتاج كميات ضخمة منه في صومعة صواريخ إس إم-65 أطلس خارج الخدمة بالقرب من واميغو، كانساس.